# Provincia Salta

Localizarea provinciei în Argentina

Provincia Salta (spaniolă Provincia del Salta) este una dintre provinciile Argentinei, localizată în partea nord-vestică a statului. Capitala provinciei este orașul Salta.

## Vezi și

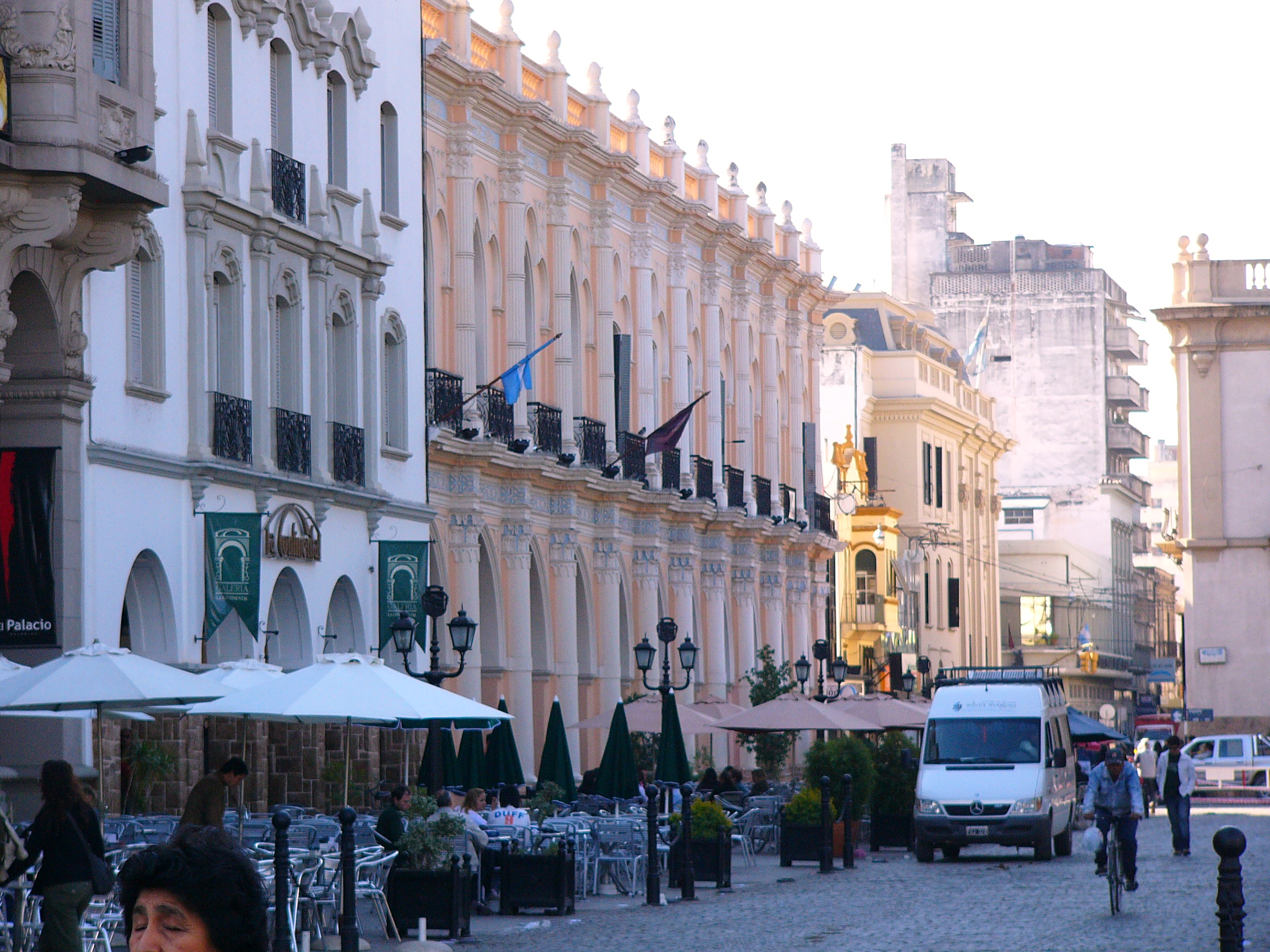
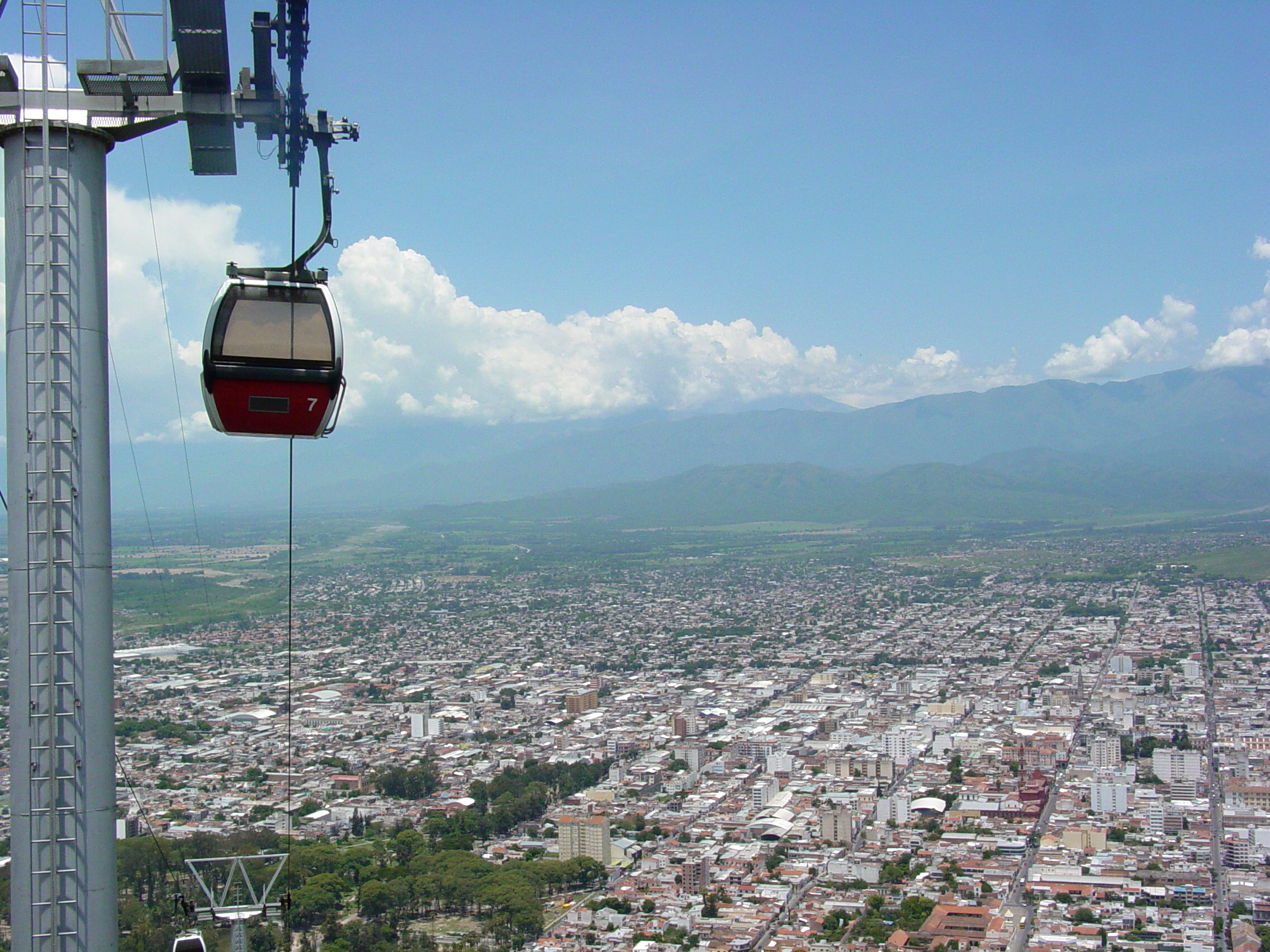
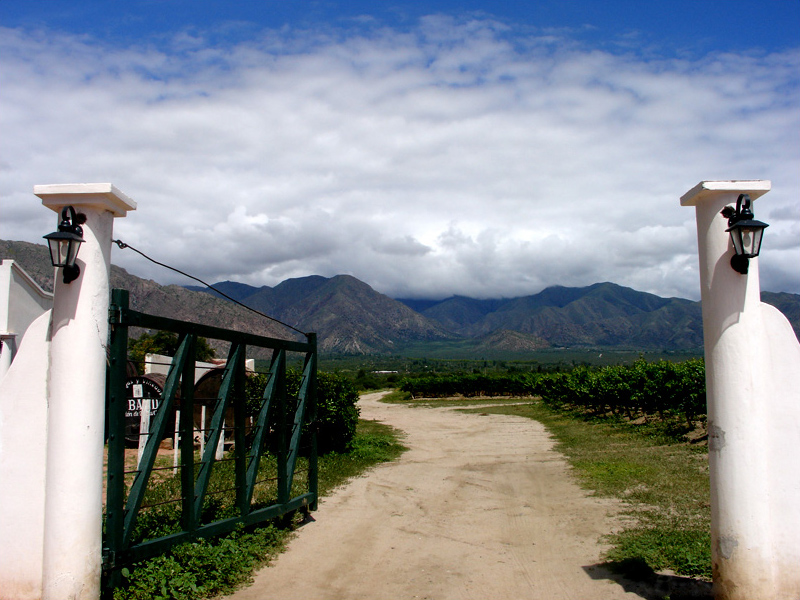
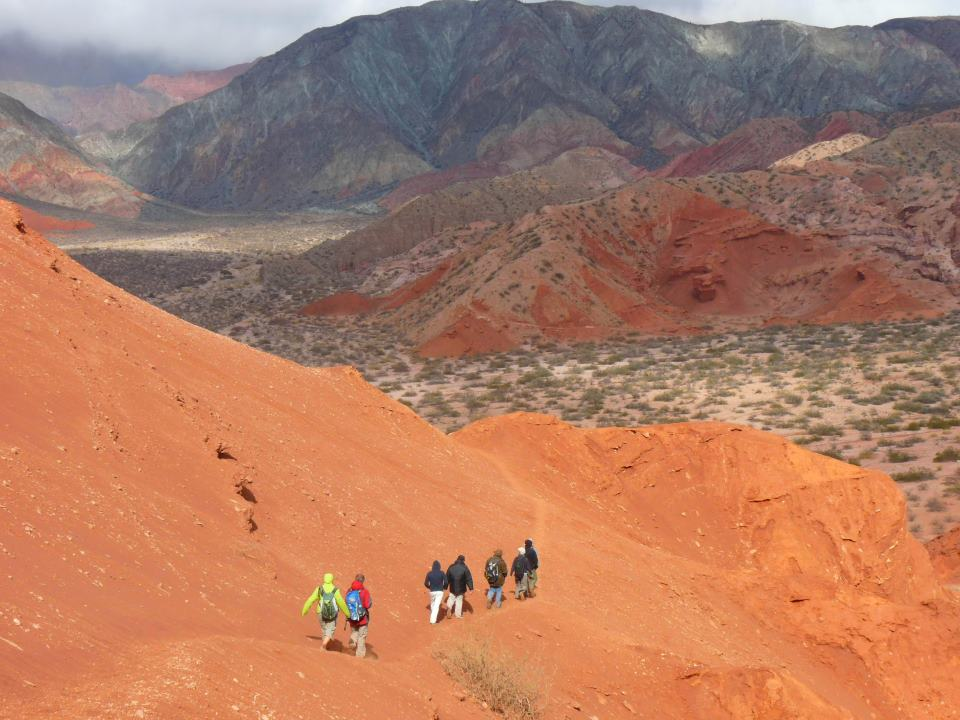
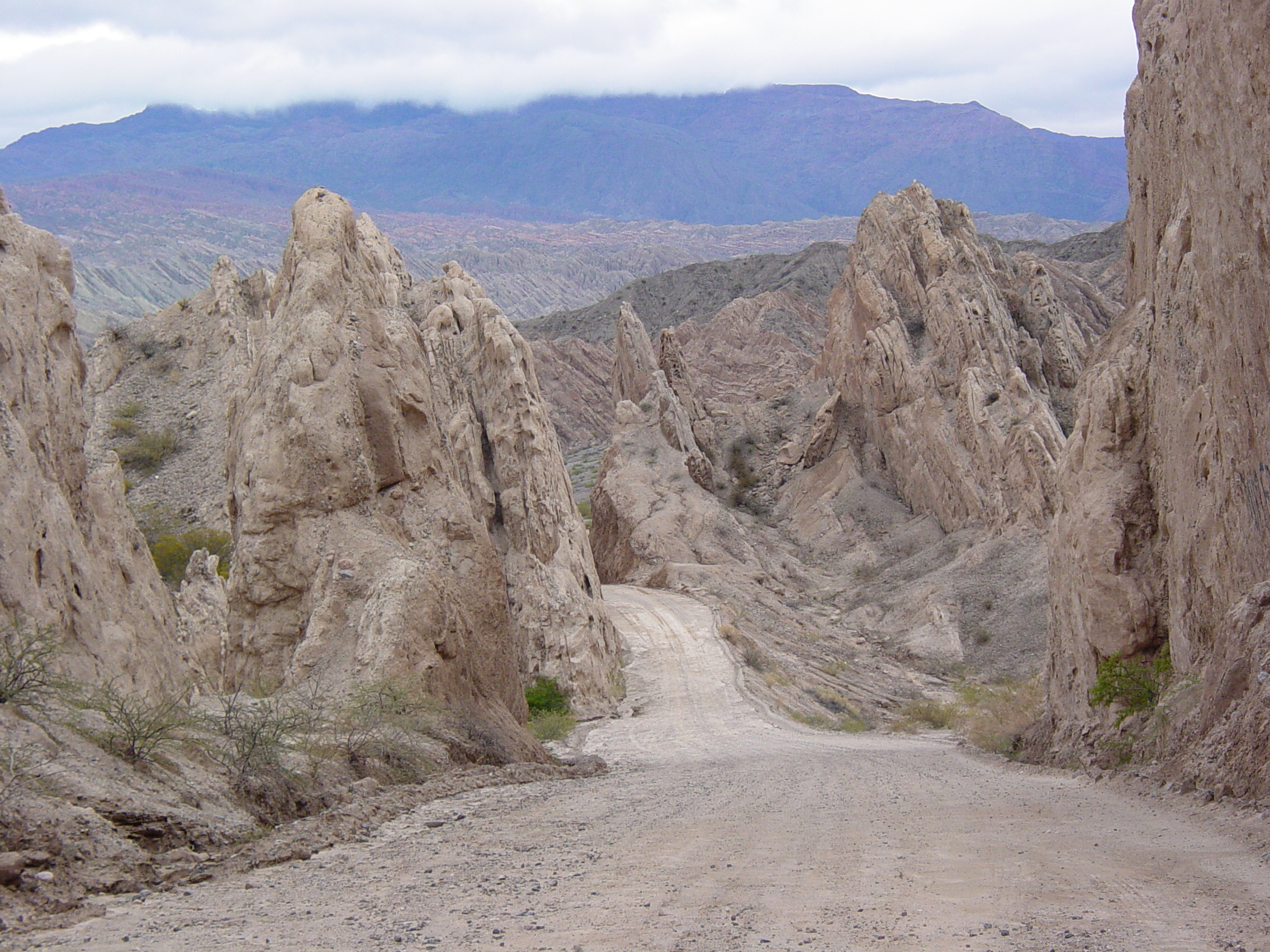
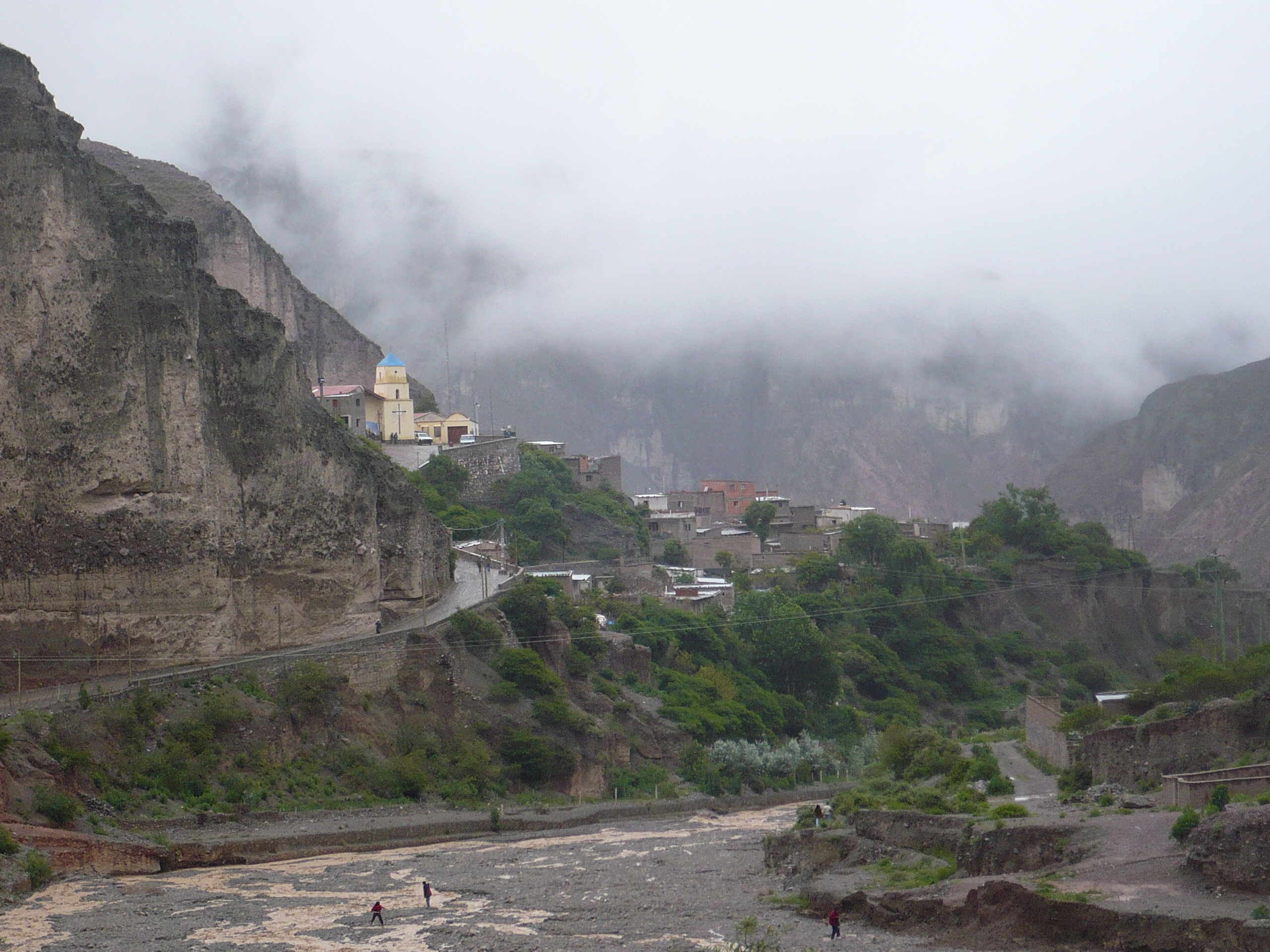
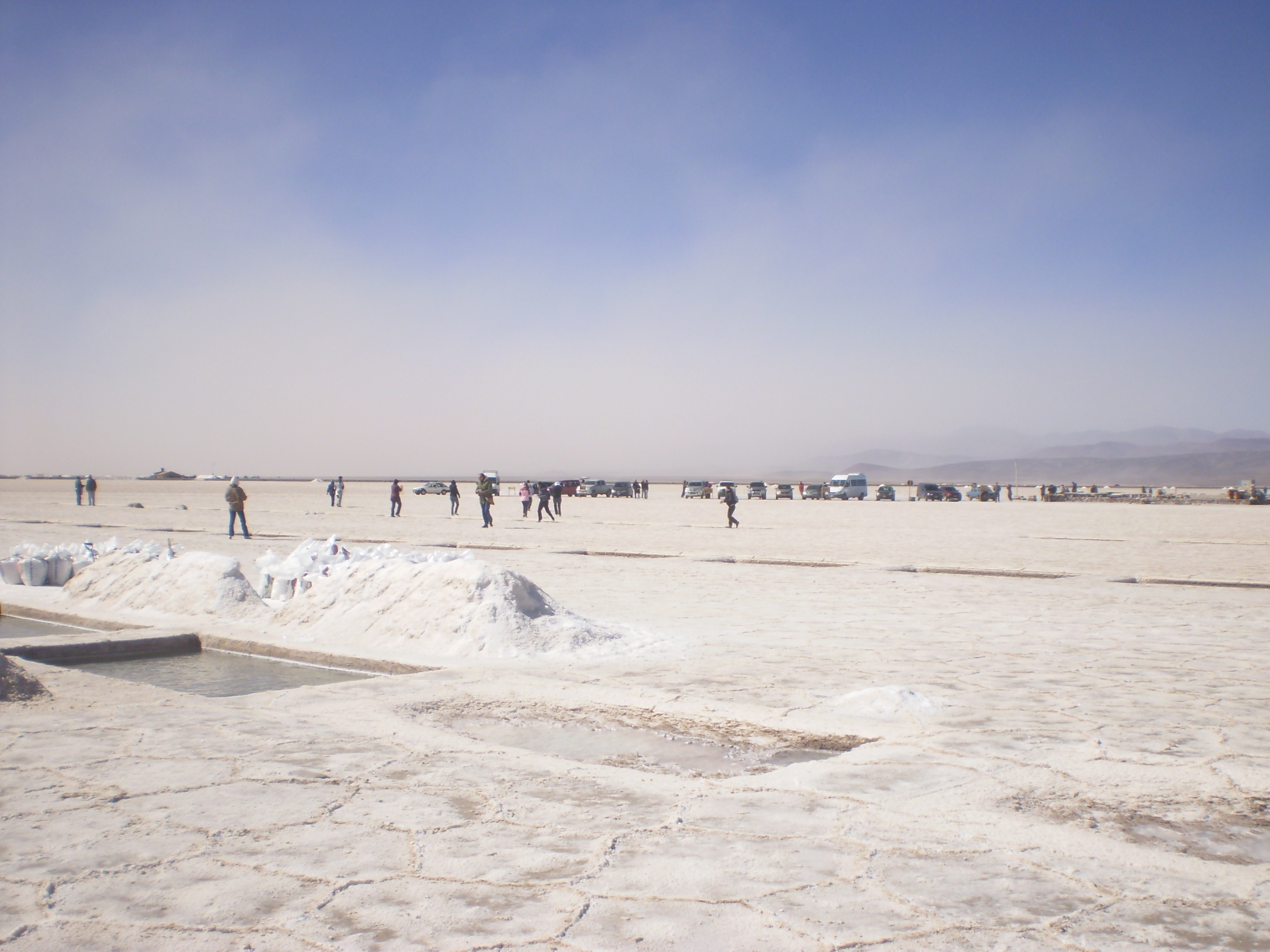
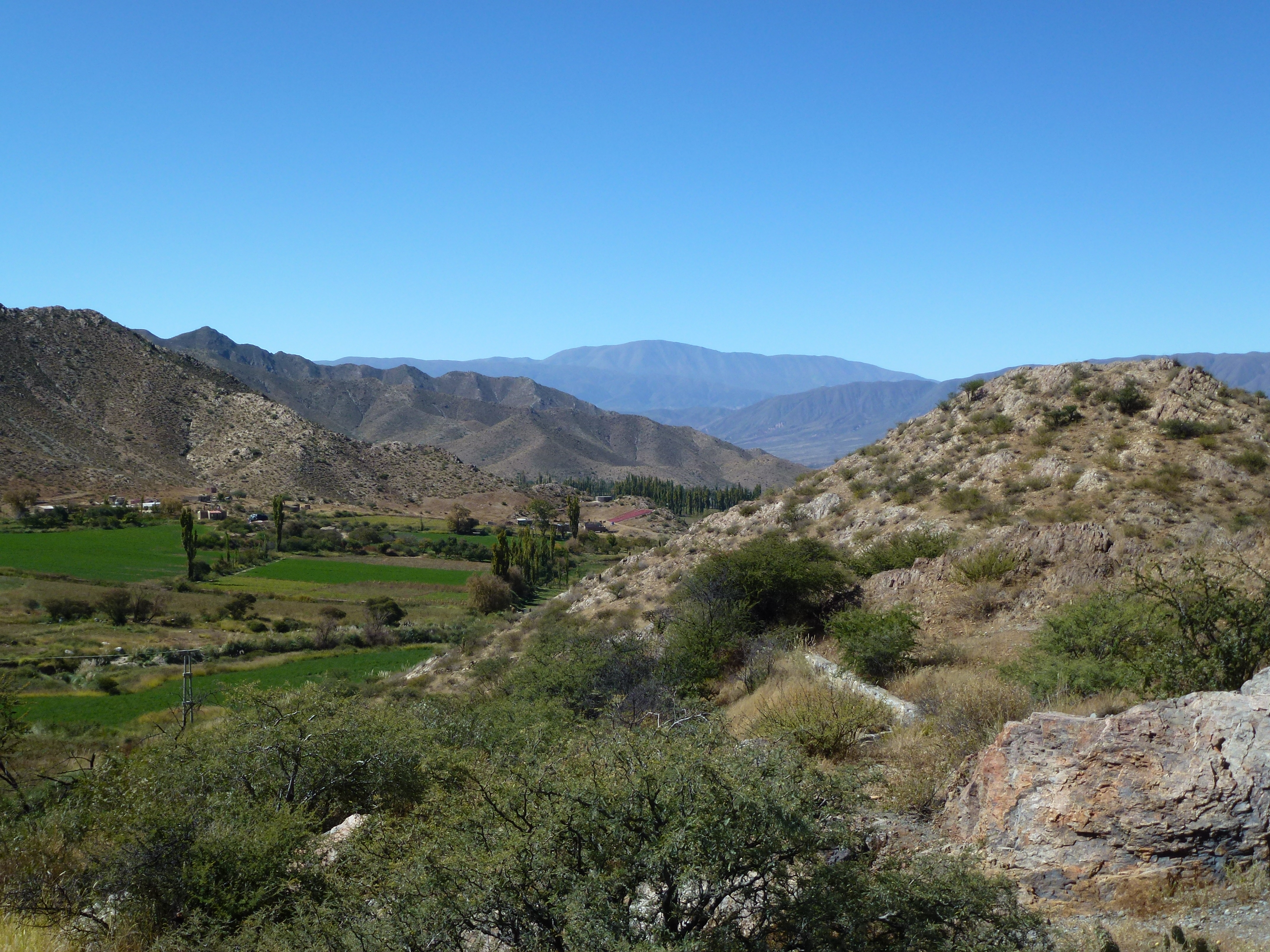
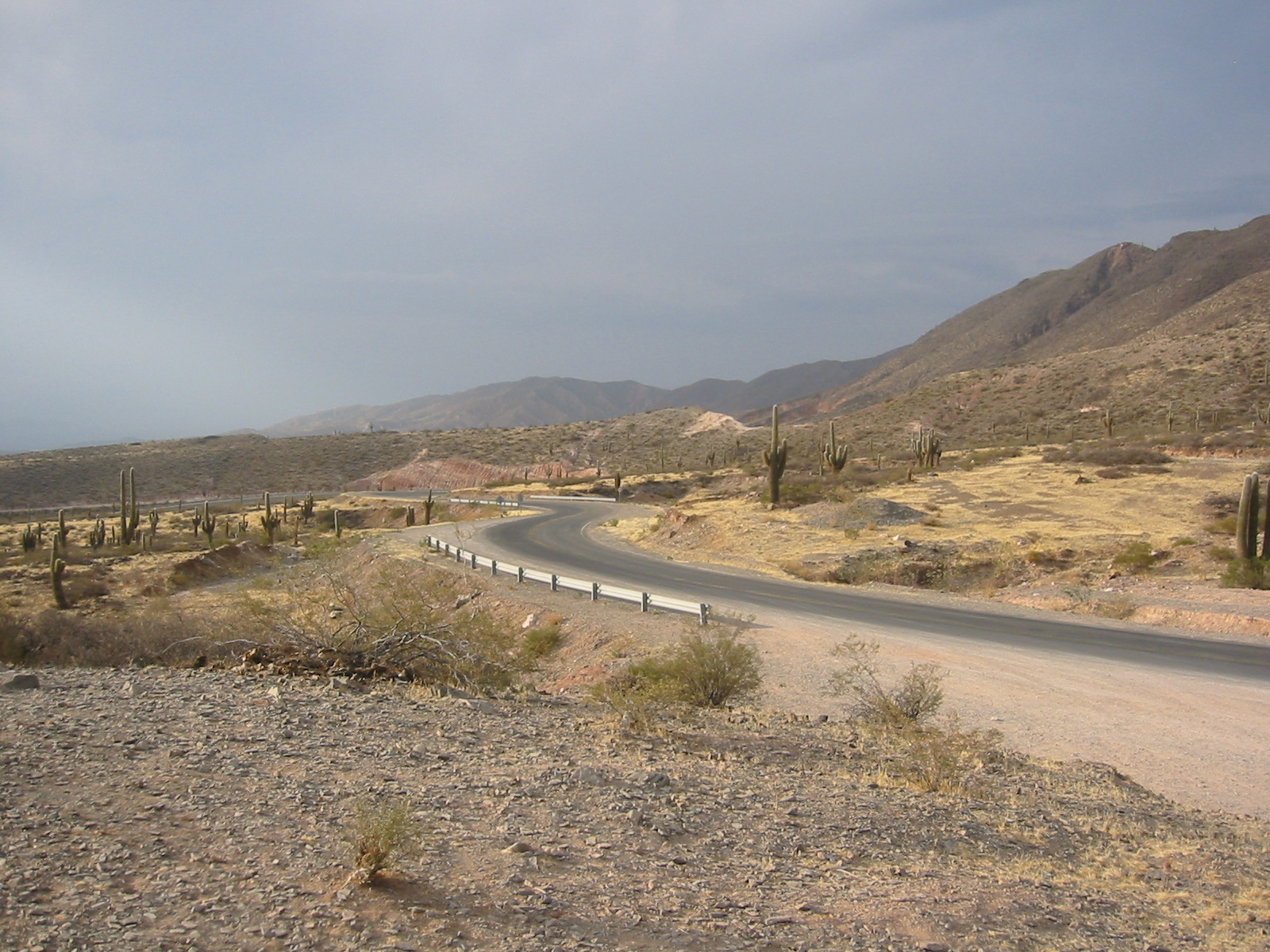